# Setanta abita
Setanta abita är en stekelart som först beskrevs av Cresson 1873.  Setanta abita ingår i släktet Setanta och familjen brokparasitsteklar. Inga underarter finns listade i Catalogue of Life.